# Луканы
Луканы (луканцы, лат. Lucani) — одно из древнеиталийских самнитских племён. К концу V века до н. э. расселились в южной Италии, дав название этому региону — Лукания. Говорили на языке оскско-умбрской группы.
В 343 году до н. э. луканы вели войну против союзного спартанско-тарентийского войска под начальством Архидама III, который погиб в битве с ними, но в 334 году до н. э. были разбиты другим союзником Тарента — эпиротами. 200 луканов дезертировали к Александру Молосскому и под его знамёнами разбили своих соплеменников подле Песта. Чуть позднее войско нового спартанского царя Клеонима вынудило луканов заключить мир с Тарентом и поставить во главе своего управления преданных Самнию людей, взамен чего луканы получили Метапонт. В 298 году до н. э. луканы вынужденно перешли на сторону римлян, но после победы в Третьей самнитской войне римляне в 285 году до н. э. расторгли союзнический договор с ними из-за их налётов на ряд греческих городов, просивших римского патроната. В ответ луканы, задержав римских послов, выставили сильное войско и заключили союз с кельтами, этрусками и умбрами. После победы Пирра при Гераклее луканы вместе с самнитами и бруттиями присоединились к нему, но в 272 году до н. э. были покорены римлянами и после этого часто восставали (на стороне Ганнибала в 216-215 годах до н. э. (когда по Полибию они могли выставить 30 тыс. пехотинцев и 3 тыс. всадников), в Союзнической войне 90/91—88 годов до н. э.).
Большую часть армии луканов составляла мобильная легковооружённая пехота, привыкшая действовать в горах и лесах, где обычно устраивала засаду или блокаду противника в узкой долине, как в войне с эпиротами. По возможности армия окружала противника, избегая прямого столкновения, и забрасывала его дротиками, разгромив таким образом несколько греческих армий. Боевым луканским штандартом был бронзовый бык на древке.